# Praemastus watkinsi
Praemastus watkinsi är en fjärilsart som beskrevs av Rothschild 1916. Praemastus watkinsi ingår i släktet Praemastus och familjen björnspinnare. Inga underarter finns listade i Catalogue of Life.